# Salvador Martínez Martínez
Salvador Martínez Martínez es un docente y político mexicano, nacido en San Juan Coxtocán, Municipio de Tenango del Aire, Estado de México. Ha fungido como presidente municipal y es miembro del Partido de la Revolución Democrática.

## Vida política

### Su militancia
Ha sido militante del PSUM, PMS y fundador, en Tenango del Aire, del PRD.

### Elección
Ya en el año de 1987 había buscado ser candidato en entonces Partido Mexicano Socialista, siendo derrotado por el también originario de San Juan Coxtocán Tomás Martínez Morales, quien posteriormente resultaría electo presidente municipal en el periodo 1988-1990.
En 1996 fue designado candidato del PRD a la presidencia municipal de Tenango del Aire, compitiendo contra la candidata del PRI Lilia González Aragón Gutiérrez y el candidato del PAN Alejandrino Galván. 
Obtiene el triunfo el 11 de noviembre de dicho año con 1,642 votos, frente a 1,285 de su más cercana contendiente, la candidata del Partido Revolucionario Institucional.

### Ayuntamiento 1997-2000

#### Integración
| CARGO                | NOMBRE                            | PARTIDO | LOCALIDAD          | OBSERVACIONES |
| -------------------- | --------------------------------- | ------- | ------------------ | --- |
| Presidente Municipal | Profr. Salvador Martínez Martínez | PRD     | San Juan Coxtocán  | Solicitó licencia para separarse del cargo el 30 de abril de 2000 para ser pustulado a la Diputación Local por el Dtto. XXVII. |
| Síndico              | Profr. Antonio Hernández Jaén     | PRD     | Tenango del Aire   | |
| Primer Regidor       | Javier Cruz Carrasco              | PRD     | Santiago Tepopula  | Ocupó la Presidencia municipal por Ministerio de Ley a partir del 1 de mayo de 2000 y hasta el 17 de agosto del mismo año.     |
| Segundo Regidor      | Fernando Sánchez Martínez         | PRD     | San Mateo Tepopula | |
| Tercer Regidor       | Juana Castro Ávila                | PRD     | Tenango del Aire   | |
| Cuarto Regidor       | Gustavo Galván Castro             | PRD     | Tenango del Aire   | |
| Quinto Regidor       | Santiago Vidal Hernández          | PRD     | San Mateo Tepopula | |
| Sexto Regidor        | Ma. Martha Miguel Faustinos       | PRD     | Santiago Tepopula  | |
| Séptimo Regidor      | Andrés Frías Martínez             | PRI     | San Juan Coxtocán  | |
| Octavo Regidor       | Juan Arriaga Galindo              | PRI     | Tenango del Aire   | |
| Noveno Regidor       | Alifonso Espinosa Jaén            | PRI     | San Mateo Tepopula | |
| Décimo Regidor       | Rosa Benítez Pérez                | PAN     | Tenango del Aire   | |

#### Secretario del ayuntamiento
| Nombre                            | Periodo                          | Localidad         |
| --------------------------------- | -------------------------------- | ----------------- |
| Lic. José Luis Quíroz Beltrán     | Enero de 1997 - octubre de 1999  | Tenango del Aire  |
| Lic. José Carmén Martínez Santana | Octubre de 1999 - agosto de 2000 | Santiago Tepopula |

### Toma de protesta
Rindió la protesta de Ley el 31 de diciembre de 1996 e inició su periodo de gobierno el 1 de enero de 1997, concluyéndolo en el mes de abril de 2000 al solicitar licencia definitiva para separarse del cargo para contender al cargo de diputado local por el PRD en el XXVII distrito, con cabecera en Chalco, por lo que su periodo fue concluido por el primer regidor, Javier Cruz Carrasco, quien asume el cargo de presidente municipal por Ministerio de Ley.

## Después de su mandato
En el año 2000 contiende en la elección interna del PRD, siendo electo candidato a diputado local por el XXVII distrito, obteniendo 45,916 votos, 24,177 votos más que en la elección inmediata anterior, es decir un 111% más en votación.
Posteriormente se desempeña como Subsecretario Adjunto a la Presidencia del CEE del PRD en el Estado de México, durante 2001 y 2002, retirándose de las actividades políticas para volverse a concentrar en su función magisterial, como profesor de grupo y subdirector escolar.